# Klaus Lisiewicz
Klaus Lisiewicz (* 2. Februar 1943 in Bensberg) ist ein früherer Leipziger Fußballspieler. Er spielte für den SC Rotation und die BSG Chemie in der DDR-Oberliga, der höchsten Spielklasse des DDR-Fußball-Verbandes. Mit Chemie Leipzig wurde er 1964 Meister und 1966 Pokalsieger. Er ist mehrfacher Nachwuchs-Nationalspieler und gewann im olympischen Fußballturnier 1964 die olympische Bronzemedaille.
Klaus Lisiewicz begann seine DDR-Oberliga-Karriere 1961 beim SC Rotation Leipzig. Nachdem er im Juli 1961 mit der Juniorenmannschaft des SC Rotation DDR-Meister geworden war, gab er am 2. September 1961 in der Begegnung des 15. Spieltages SC Rotation – Dynamo Berlin (4:3) als Einwechselspieler sein Debüt als Oberligaspieler. Bis zum Ende der Saison 1961/62 hatte der 20-jährige Angriffsspieler bereits 20 Oberligaspiele bestritten und vier Tore erzielt. In den Jahren 1960 und 1961 gehörte er zum Aufgebot der DDR-Junioren-Nationalmannschaft, für die er sechs Länderspiele bestritt. Anschließend bestritt er 1962 als Rotationsspieler noch ein Länderspiel mit der DDR-Nachwuchs-Nationalmannschaft. Trotzdem gehörte er bei der Neuordnung des Leipziger Spitzenfußballs nicht zu den förderungswürdigen Spielern des neu gegründeten SC Leipzig, sondern wurde als „Rest von Leipzig“ der zweitrangigen Betriebssportgemeinschaft (BSG) Chemie Leipzig zugeteilt. Auch dort fand er zunächst keine Berücksichtigung, wurde dann aber von 15. Spieltag der Saison 1963/64 an in allen Oberligapunktspielen eingesetzt. Am Saisonende konnte er bereits den größten Erfolg seiner Fußballkarriere feiern, denn Chemie wurde überraschend DDR-Meister. In den folgenden Jahren avancierte Lisiewicz als Flügelstürmer zum Stammspieler der Chemiker.
1964 gehörte er zum Aufgebot der DDR-Fußballolympiaauswahl. Nachdem er ein Qualifikationsspiel bestritten hatte, reiste er mit zum olympischen Fußballturnier nach Tokio, wo er im Vorrundenspiel gegen Mexiko (2:0) eingesetzt wurde. Da die DDR-Auswahl anschließend das kleine Finale mit 3:1 über Ägypten gewann, gehörte Lisiewicz zum Kreis der Turnierspieler, die mit einer Bronzemedaille nach Hause fuhren. Zwischen 1964 und 1965 bestritt Lisiewicz außerdem noch sieben weitere Nachwuchs-Länderspiele.
Am 30. April 1966 hatte er einen weiteren Karrierehöhepunkt mit dem Gewinn des DDR-Fußballpokals. Beim 1:0-Endspielsieg über Lok Stendal war er als Linksaußenstürmer aufgeboten worden. Nach einer weniger erfolgreichen Saison 1966/67 mit nur 12 Oberligaeinsätzen wurde Lisiewicz im November 1967 zum Wehrdienst eingezogen. In diesen 18 Monaten konnte er beim zweitklassigen DDR-Ligisten ASG Vorwärts Leipzig weiter Fußball spielen. Nach Beendigung seiner Armeezeit war er in den Spielzeiten 1969/70 und 1970/71 wieder Stammspieler in der Oberligaelf von Chemie Leipzig, wurde nun aber häufig im Mittelfeld eingesetzt. 1971/72 musste die BSG Chemie nach ihrem Abstieg aus der Oberliga in der DDR-Liga spielen. Am sofortigen Wiederaufstieg war Lisiewicz mit 19 von 30 Ligaspielen und mit acht Toren beteiligt. Die Oberligasaison 1972/73 führte zum Ende der leistungssportlichen Laufbahn von Lisiewicz. Hauptsächlich als Mittelfeldspieler bestritt er noch 16 Oberliga-Punktspiele. Sein letztes Spiel war das Lokalderby des 18. Spieltages am 28. April 1972. Beim 0:1 gegen den 1. FC Lok Leipzig stand Lisiewicz noch einmal für 60 Minuten als rechter Mittelfeldakteur in den Reihen der Chemie-Mannschaft. Es war sein 134. Oberligaspiel für Chemie Leipzig, in denen er 17 Tore geschossen hatte.